# Batidracònids
Els Bathydraconidae és una família de peixos marins inclosa en l'ordre Perciformes. Es distribueixen per l'oceà Antàrtic.

## Gèneres
Existeixen uns 11 gèneres: 
- Acanthodraco
- Akarotaxis
- Bathydraco
- Cygnodraco
- Gerlachea
- Gymnodraco
- Parachaenichthys
- Prionodraco
- Psilodraco
- Racovitzia
- Vomeridens